# Малавский, Владимир Евгеньевич
Владимир Евгеньевич Малавский (1853, Каменец-Подольский — 16 (28) марта 1886, крепость Орешек) — украинский революционер-народник.

## Биография
Владимир Малавский родился в 1853 годау в Каменец-Подольском. Дворянин, сын коллежского советника, учителя гимназии Евгения Касьянович Малавского, который преподавал латинский язык. В 1870 году окончил Каменец-Подольскую гимназию. В том же году поступил в Киевский университет. Учился на юридическом, естественном, медицинском факультетах. В 1875 году Малавского отчислили с медицинского факультета из-за неуплаты за обучение.
С 1874 года вел народническую пропаганду среди крестьян Подольской губернии. В 1876 году переехал в Киев. Один из участников Чигиринского заговора 1877 года (вместе с другими членами народнического кружка организовал нелегальное крестьянское общество «Тайная жена» для подготовки восстания). Арестован в 1877 году, приговорен в 1880 году к 20 годам каторги. За побег с Красноярской тюрьмы в 1881 году срок каторги увеличен на 15 лет. Каторгу отбывал на Кари. За участие в выступлении заключенных против жестокого тюремного режима в 1883 году переведён в Петропавловскую, а затем в Шлиссельбургскую крепость, где скончался от чахотки.